# Дорожаево (Тверская область)
Дорожа́ево — деревня (бывшее село) в Зубцовском районе Тверской области России. Административный центр Дорожаевского сельского поселения.

## География
Расположена в 48 километрах к северо-востоку от районного центра Зубцов, на реке Шоша.

## История
Некоторое время учёные отождествляли село Дорожаево в Зубцовском уезде Тверской губернии с центром воображаемого удельного Дорогобужского княжества, будто бы находившегося во власти младшей ветви тверских князей Дорогобужских. Однако источникам неизвестен город Дорогобуж в Тверской земле, а князья именовались Дорогобужскими по-видимому из-за краткого правления в смоленском Дорогобуже. Н. Д. Квашнин-Самарин на заседании Тверской учёной архивной комиссии 14 декабря 1894 года указал, что это тождество Дорожаева с Дорогобужем «не может считаться не только доказанным, но и даже вероятным».
Дорожаево упоминается уже в писцовой книге 1539—1540 годов; с XVII века известно как село. В 1754 году в селе была построена каменная Никольская церковь с 3 престолами.
По данным 1859 года владельческое село Дорожаево Зубцовского уезда, 50 вёрст от Зубцова, 89 дворов, 788 жителей, имеет православную церковь, проводится ярмарка. Во второй половине XIX — начале XX века Дорожаево было центром волости и прихода Зубцовского уезда Тверской губернии. В 1888 году население Дорожаевской волости (3 села, 15 деревень) — 5167 человек, в Дорожаево 146 дворов, 958 жителей, земская школа и 2-х классная школа Министерства Народного Просвещения, кузница, круподерка, чайная, мелочная лавка; промыслы отхожие: пастухи, батраки, разносчики.. В 1914 году прихожан церкви Николая Чудотворца в селе и деревнях Волосово и Кулотино — 1447 человек. По переписи 1920 года в Дорожаево — 194 двора, 1141 житель, на тот момент крупнейшее село уезда.
Во время Великой Отечественной войны село было оккупировано в октябре 1941 года, освобождено в январе 1942 года.
В 1997 году — 147 хозяйств, 416 жителей. Администрация сельского округа, центральная усадьба колхоза им. В. И. Ленина, неполная средняя школа, библиотека, ДК, медпункт, отделение связи, кафе, 4 магазина.

## Население
| 1859 | 1888 | 1897 | 1920  | 1997 | 2002 | 2010 |
| ---- | ---- | ---- | ----- | ---- | ---- | ---- |
| 788  | ↗958 | ↘912 | ↗1141 | ↘416 | ↘390 | ↘312 |